# Catabola
Catabola – miasto w Angoli, w prowincji Bié.